# Ernst Adolf Coccius
Ernst Adolf Coccius (Lipsia, 19 settembre 1825 – Lipsia, 24 novembre 1890) è stato un oculista tedesco.

## Biografia
Studiò medicina a Lipsia, Praga e Parigi e si laureò nel 1848 con la tesi "De morbis typhum sequentibus". Dal 1849 al 1857 fu assistente di Friedrich Philipp Ritterich alla Leipzig Eye Clinic, diventando direttore e professore ordinario nel 1867, posizioni che mantenne fino alla sua morte nel 1890. Dopo la sua morte, gli succedette Hubert Sattler (1844-1928) presso l'Università di Lipsia.
Nel 1853, Coccius fornì la prima descrizione delle rotture retiniche dell'occhio e successivamente stabilì l'associazione al distacco della retina. Nel 1853 ideò un oftalmoscopio che era una modifica del dispositivo inventato da Hermann von Helmholtz (1821-1894).
Suo fratello maggiore era il pianista e il pedagogo Theodor Coccius (1824-1897).

## Opere
- Über die Ernährungsweise der Hornhaut und die Serum führenden Gefässe im menschlichen Körper. Müller, Leipzig 1852.
- Ueber die Anwendung des Augenspiegels nebst Angabe eines neuen Instruments. Müller, Leipzig 1853.
- Über die Neubildung von Glashäuten im Auge.  Müller, Leipzig 1858.
- Ueber Glaucom, Entzündung und die Autopsie mit dem Augenspiegel.  Müller, Leipzig 1859
- Ueber das Gewebe und die Entzündung des menschlichen Glaskörpers.  Müller, Leipzig 1860.
- Der Mechanismus der Accommodation des menschlichen Auges: nach Beobachtungen im Leben dargestellt;  Teuber, Leipzig 1868.
- Die Heilanstalt für arme Augenkranke zu Leipzig zur Zeit ihres fünfzigjährigen Bestehens. Vogel, Leipzig 1870. (con Theodor Wilhelmi).
- Ophthalmometia und Spannungsmessungen am kranken Auge. Leipzig 1872.
- Die Diagnose des Sehpurpurs im Leben. Leipzig 1877.